# سام بورغس
سام بورغس (بالإنجليزية: Sam Burgess)‏ هو لاعب دوري الرغبي أسترالي، ولد في 14 ديسمبر 1988 في Dewsbury ‏ في المملكة المتحدة.

## وصلات خارجية
- سام بورغس على موقع دوري الرغبي الممتاز (الإنجليزية)
- سام بورغس عل موقع إسبنسكروم (الإنجليزية)